# Mai Phạt Sáu Nghìn Rưởi
Mai Phạt Sáu Nghìn Rưởi là tên khai sinh của một người Việt Nam sinh 11 tháng 11 năm 1987, trú tại thôn Quảng Đại, xã Đại Cường, huyện Đại Lộc, tỉnh Quảng Nam. Cái tên này do ông Mai Xuân Cán đặt cho con trai mình nhằm phản ứng với chính quyền vì phạt tiền đẻ con quá kế hoạch. Sau khi trở nên nổi tiếng, tên khai sinh trên đã trở thành chủ đề của nhiều câu chuyện hài và tạo ra các cuộc thảo luận xoay quanh việc đặt tên con phù hợp.